# Marienwehr

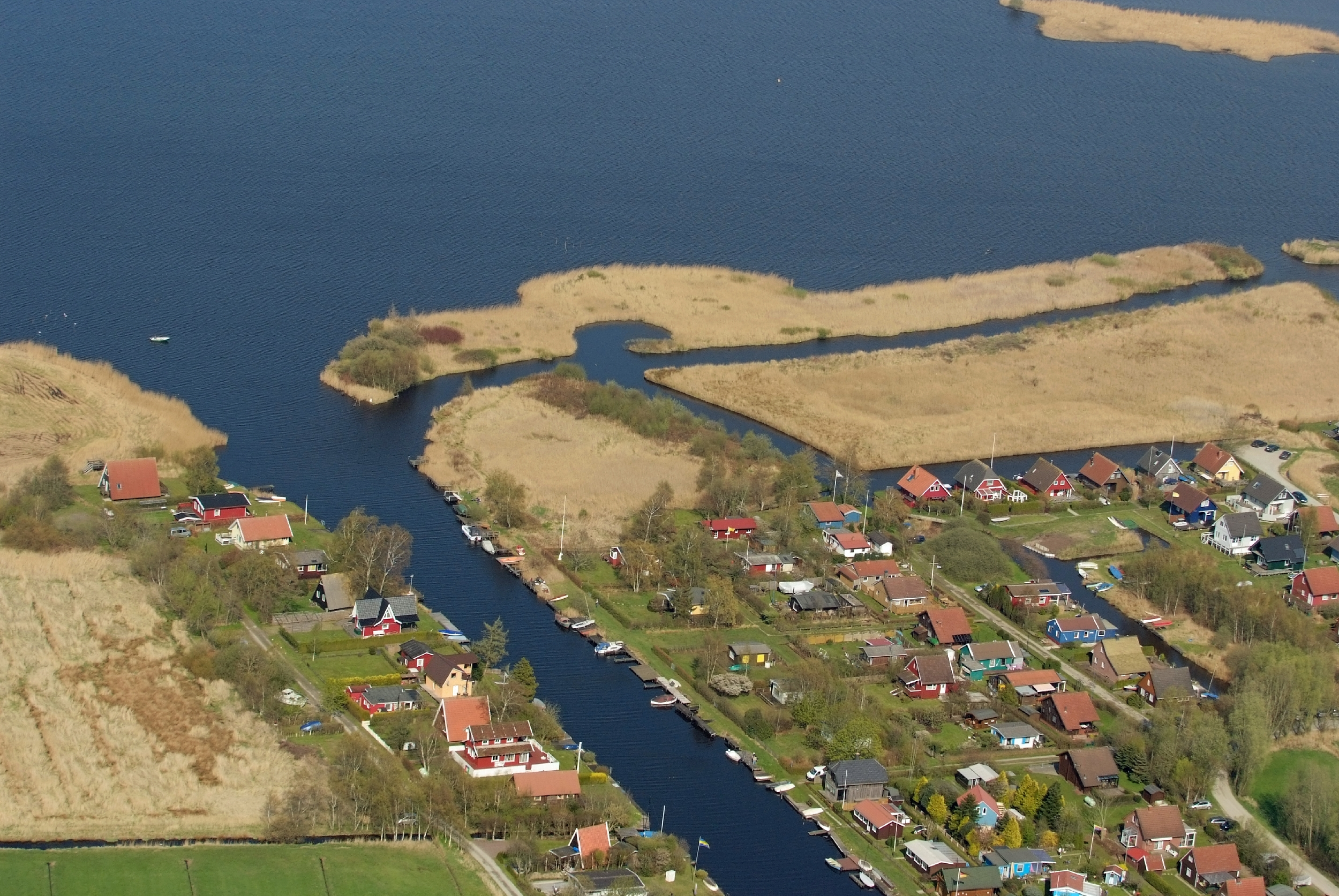
Wochenendhäuser am Kleinen Meer

Marienwehr ist ein dörflich-landwirtschaftlich geprägter Stadtteil Emdens mit 40 Einwohnern (2012). Der Name geht auf die Jungfrau Maria zurück. Marienwehr ist einer der kleinsten Stadtteile. In der Nähe befindet sich das Binnenmeer Hieve (auch Kleines Meer genannt), das jedoch bereits zur Gemeinde Hinte zählt. Lediglich ein Uferstreifen gehört noch zur Stadt Emden. Dort befinden sich Wassersport-Infrastruktur sowie eine Ferienhaus-Siedlung. Das Treckfahrtstief fließt durch Marienwehr. Durch den Kanal und das von ihm abzweigende Kurze Tief ist der Ort mit dem ostfriesischen Wasserstraßennetz verbunden.  Statistisch rechnet die Emder Stadtverwaltung Marienwehr zum Stadtteil Uphusen.

## Geschichte
Zwischen 1926 und 1929 wurde die Entwässerungssituation in den nordöstlich von Emden gelegenen Gebieten rund um das Große Meer verbessert. Hintergrund dieser Maßnahme war, dass nach der Eindeichung des Larrelter und Wybelsumer Polders (1912–23) und der bereits zuvor erfolgten Schließung des Larrelters Siels Kapazitäten für die Entwässerung fehlten. Dies war insbesondere in den sielfernen Gebieten zu spüren: Es kam bei starken Regenfällen regelmäßig zu Überschwemmungen. Aus diesem Grund wurde das Kurze Tief zwischen Marienwehr und dem Kleinen Meer ausgebaut und zwischen Tholenswehr und Herrentor ein neuer Entwässerungskanal angelegt, der Borssumer Kanal oder Borssumer Schöpfwerkskanal. Er unterquert in einem Düker den Ems-Jade-Kanal zwischen Wolthusen und Herrentor. Anschließend nutzt der Kanal den bereits im Zusammenhang mit dem Bau des Ems-Jade-Kanals angelegten Vorflutkanal, der in Herrentor parallel zum Verbindungskanal zum Fehntjer Tief führt, das ebenfalls per Düker unterquert wird und weiter über die Borssumer Schleuse zum Borssumer Siel verläuft.
Kurz vor Beginn des Zweiten Weltkriegs und vor allem in den Jahren unmittelbar danach entstanden nördlich des Ortskerns neue Siedlungshäuser.
Die Schule in Marienwehr ist mittlerweile geschlossen, das frühere Gebäude wird als Wohnhaus genutzt. Auch die Freiwillige Feuerwehr existiert nicht mehr, das Haus wurde an Privatleute veräußert. Die Kirche wurde am Ende des 19. Jahrhunderts abgerissen, lediglich der Kirchturm und der historische Friedhof sind noch vorhanden. Die evangelisch-reformierte Kirchengemeinde Suurhusen/Marienwehr hält einmal monatlich einen Gottesdienst im Ort ab, der sich in einem abgetrennten Nebenraum der früheren Schule befindet. Im Straßenbau wurde Marienwehr im Zuge der derzeit laufenden Dorferneuerung (Stand: September 2013) ein „erheblicher Investitionsstau“ attestiert. Marienwehr ist gemeinsam mit Uphusen zum 1. Juli 2011 in ein Dorferneuerungsprogramm aufgenommen worden, für das ein Zeitraum von sieben Jahren vorgesehen ist.

## Sehenswürdigkeiten
Von den einstmals drei Bauernhöfen auf der historischen Warft ist keiner mehr in Betrieb, zwei werden zu reinen Wohnzwecken genutzt, der dritte dient ebenfalls Wohnzwecken, gepaart mit einem Gewerbebetrieb. Die Höfe stammen aus der Zeit zwischen 1766 und 1900 und sind im Stil ostfriesischer Gulfhöfe gehalten. Sie stehen ebenso unter Denkmalschutz wie der Glockenturm der Kirche und die ehemalige Schule, die gesamte Warft zudem unter Ensembleschutz.

## Wirtschaft
In Marienwehr gibt es noch einen Vollerwerbs- und zwei Nebenerwerbs-Landwirte. Die landwirtschaftlich genutzten Flächen sind ausschließlich Grünland. Die Landwirte nutzen Möglichkeiten zur touristischen Beherbergung ebenso wenig wie solche zur Direktvermarktung ihrer Produkte.
Das Ferienhausgebiet umfasst etwa 160 Wochenend- und Ferienhäuser.
Verkehrlich erschlossen wird Marienwehr über den Schleienweg. Dabei handelt es sich um eine nicht klassifizierte Straße, die in südlicher Richtung zum Nachbarstadtteil Uphusen führt. Marienwehr ist damit der einzige Emder Stadtteil, der nicht an einer klassifizierten Straße liegt. Eine Verbindung nach Wolthusen kann ebenfalls über den Professor-Ritter-Weg erfolgen, der entlang des Treckfahrtstiefs führt. Er ist jedoch für größere Fahrzeuge mit Ausnahme landwirtschaftlichen Verkehrs gesperrt. Aufgrund der geringen Einwohnerzahl und der abseitigen Lage ist auch die verkehrliche Belastung Marienwehrs gering. Vornehmlich an Wochenenden (besonders im Sommerhalbjahr) nimmt der Ortskern zusätzlich den Verkehr zur Ferienhaussiedlung am Kleinen Meer auf.
Touristisch ist Marienwehr – abgesehen von der Ferienhaussiedlung – kaum erschlossen. Die Einrichtung des Drei-Meere-Weges, der sich auch auf die Emder Nachbargemeinden Hinte und Südbrookmerland erstreckt, soll den Tourismus im Ort weiter ankurbeln, wozu auch die derzeit laufenden Dorferneuerungsmaßnahmen beitragen sollen.

## Politik
Bei der Bundestagswahl 2013 wählten die Einwohner des Stimmbezirks Uphusen/Marienwehr deutlich konservativer, aber auch deutlich grüner als der städtische Durchschnitt, was zu Lasten der SPD ging. Letztere lag mit 40,75 Prozent weniger deutlich als der städtische Durchschnitt vor der CDU (32,93 Prozent), die Grünen holten 13,27 Prozent. Zum Vergleich: Im gesamten Stadtgebiet erreichte die SPD 48,59, die CDU 25,98, die FDP 3,13, die Grünen 9,15 und die Linken 6,04 Prozent. Auf sonstige Parteien entfielen stadtweit 7,04 Prozent.